# Випрямляльне колесо
Випрямляльне колесо - негеральдична фігура в геральдиці.

## Фігура
Його використовували як інструмент тортур для так званого "колесування". Болісна смертна кара була виконана у два етапи. Спочатку ламали кістки. Процес відбувався за допомогою колеса, яке було оснащено безліччю трикутних блоків. Замість шматків дерева на зовнішньому ободі часто прикріплювали до 16 ножів. Якщо злочинець був ще живий, його відв'язували від колеса і садили на кіл. Потім його розтягували. Суддівське колесо використовувалося для вбивць та грабіжників. Страта завжди відбувалась за участю людей на площі страт. Сам кат був не тільки катом, а й шкірником.

## Атрибут Святої Катерини
Випрямляльне колесо і меч - атрибути мучениці святої Катерини. Кажуть, вона була першою жертвою такого знаряддя катування. У 307 р. її відвезли на колесування, а потім обезголовили. Кажуть, що таку вказівкку дав римський імператор Максенцій.
У церкві Тарнова поблизу Бутцова є стельовий розпис у склепінчастому ковпаку із зображенням мученицької смерті святої Катерини. Тут короновану діву страчують на колінах мечем. На іншому малюнку в іншому склепінчастому піднебінні показано, як святого Лаврентія смажать на решітці. З тих пір колесо і меч стали інструментами та символами ката особливої юрисдикції.
Міста та муніципалітети, що мають владу цієї юрисдикції, поклали в герби  колеса та мечі. Меч і випрамляльне колесо не лише символізують атрибути святої Катерини. Приклад: до 1738 року Катерина протягом століть була церквою та місцевою покровителькою Денсборна. Як посилання на цю історію Денсборнської церкви, яка була піднесена до парафіяльної церкви ще в 1289 р., використовується атрибут Катаріни, суддівське колесо, але також  заступниця парафіяльної церкви. Марія Магдалина.

## Опис
Випрямляльне колесо в гербі стилізується. Прямі або короткі вигнуті шматки рівномірно розподілені по колу. Ступиця колеса - отвір. Його можна показувати цілим або навпіл, але також лише зі зламаними шматками колеса на гербі. Забарвлення або тинктури виконуються за геральдичними правилами.
У багатьох церквах, монастирях та місцях, що мають імена на Святої Катерини, мають на своєму гербі суддівське колесо. Меч часто використовують, але не обов’язково.

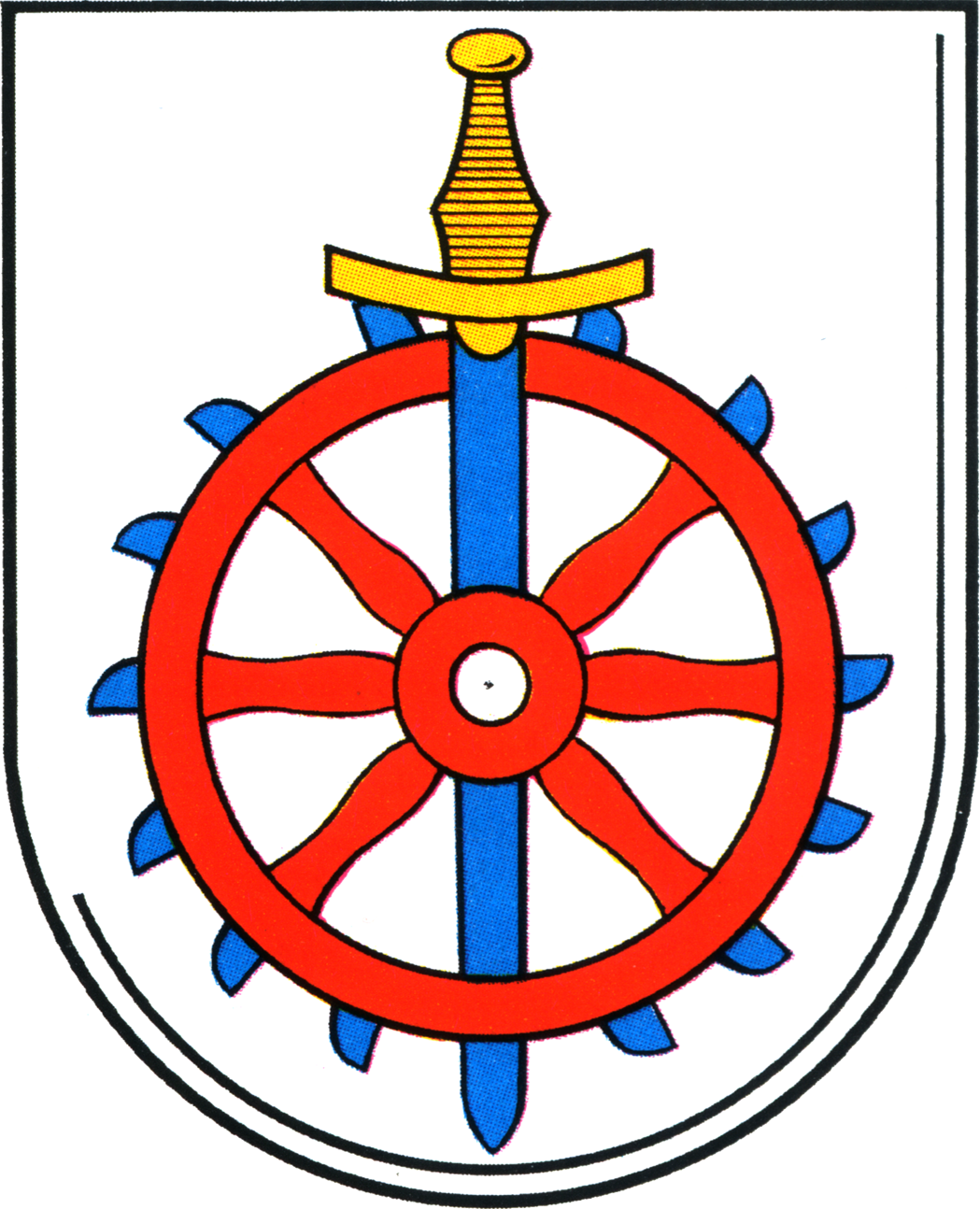
Вайсензе (район Берліна, атрибути св. Катерини)
Занкт-Катарінен (атрибути св. Катерини)
Мольсайм (катування на колесі)
Гютенбах (випрямляльне колесо)
Вайхінген (випрямляльне колесо)
Гора-Свате-Катержини (випрямляльне колесо)
Альтена (випрямляльне колесо)
Мінделальтейм (випрямляльне колесо)